# Hinojosa de Duero
Hinojosa de Duero ist eine westspanische Gemeinde (municipio) in der Provinz Salamanca in der Autonomen Gemeinschaft Kastilien-León. 2024 hatte die Gemeinde 577 Einwohner.

## Lage
Hinojosa de Duero liegt etwa 105 Kilometer westlich von Salamanca in einer Höhe von ca. 600 m an der portugiesischen Grenze und im Naturpark Arribes del Duero. Der Duero bildet hier die nördliche Gemeindegrenze (und die Grenze zu Portugal).
Das Klima ist mäßig. Es fällt Regen in einer mittleren Menge (ca. 559 mm/Jahr).

## Geschichte
Die Gegend am Duero war schon seit der Jungsteinzeit besiedelt. Später ließen sich hier keltiberische Siedler, Vettonen, nieder. Aus der römischen Zeit ist eine Stele mit lateinischen Schriftzeichen gut erhalten.

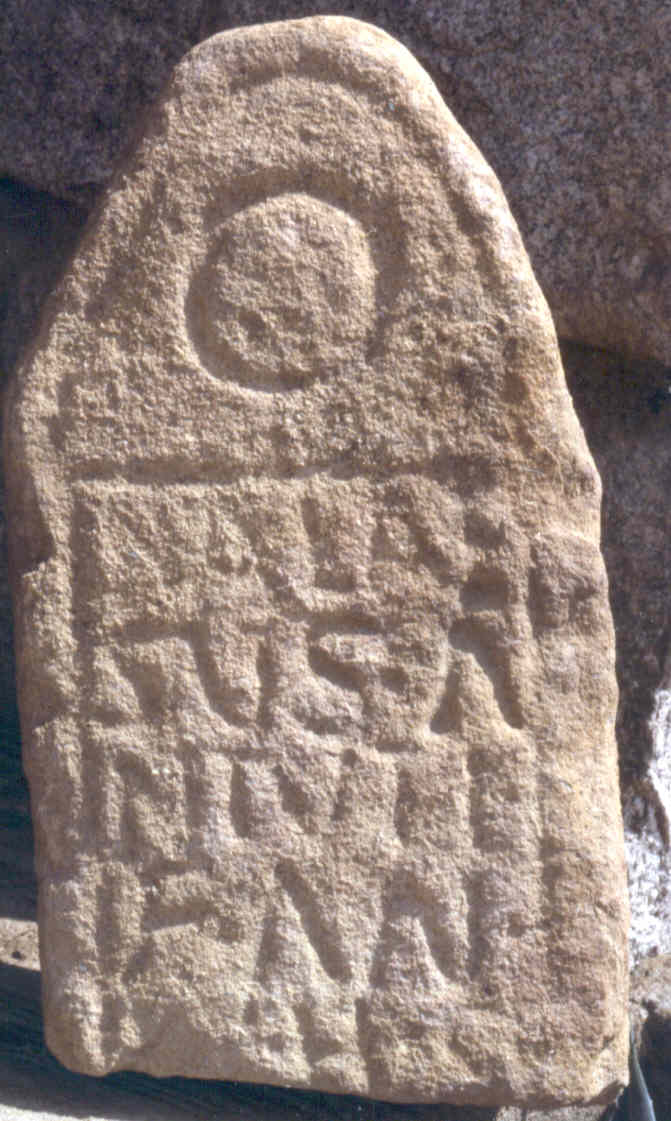
Stele mit lateinischer Schrift

## Bevölkerungsentwicklung
| Jahr      | 1900 | 1950 | 1960 | 1970 | 1981 | 1991 | 2001 | 2011 | 2021 |
| Einwohner | 2059 | 1900 | 1880 | 1279 | 958  | 813  | 827  | 722  | 616  |

## Sehenswürdigkeiten
- Ausgrabungsstätte der römischen Siedlung (Cabeza de San Pedro)
- Peterskirche (Iglesia de San Pedro) aus dem 16. Jahrhundert
- Christuskapelle aus dem 13. Jahrhundert
- Wasserfall Cachón del Camaces

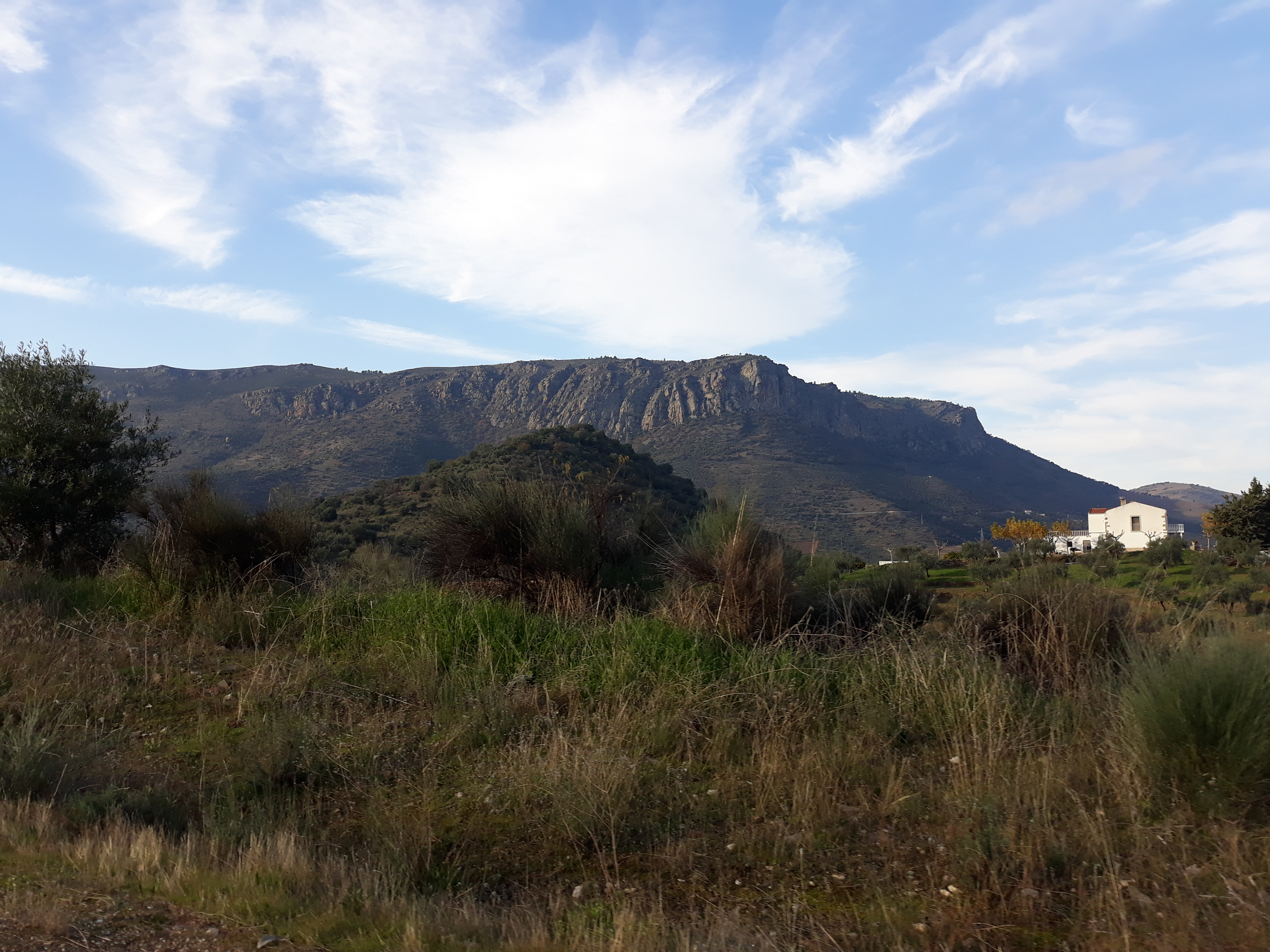
Ausgrabungsstätte
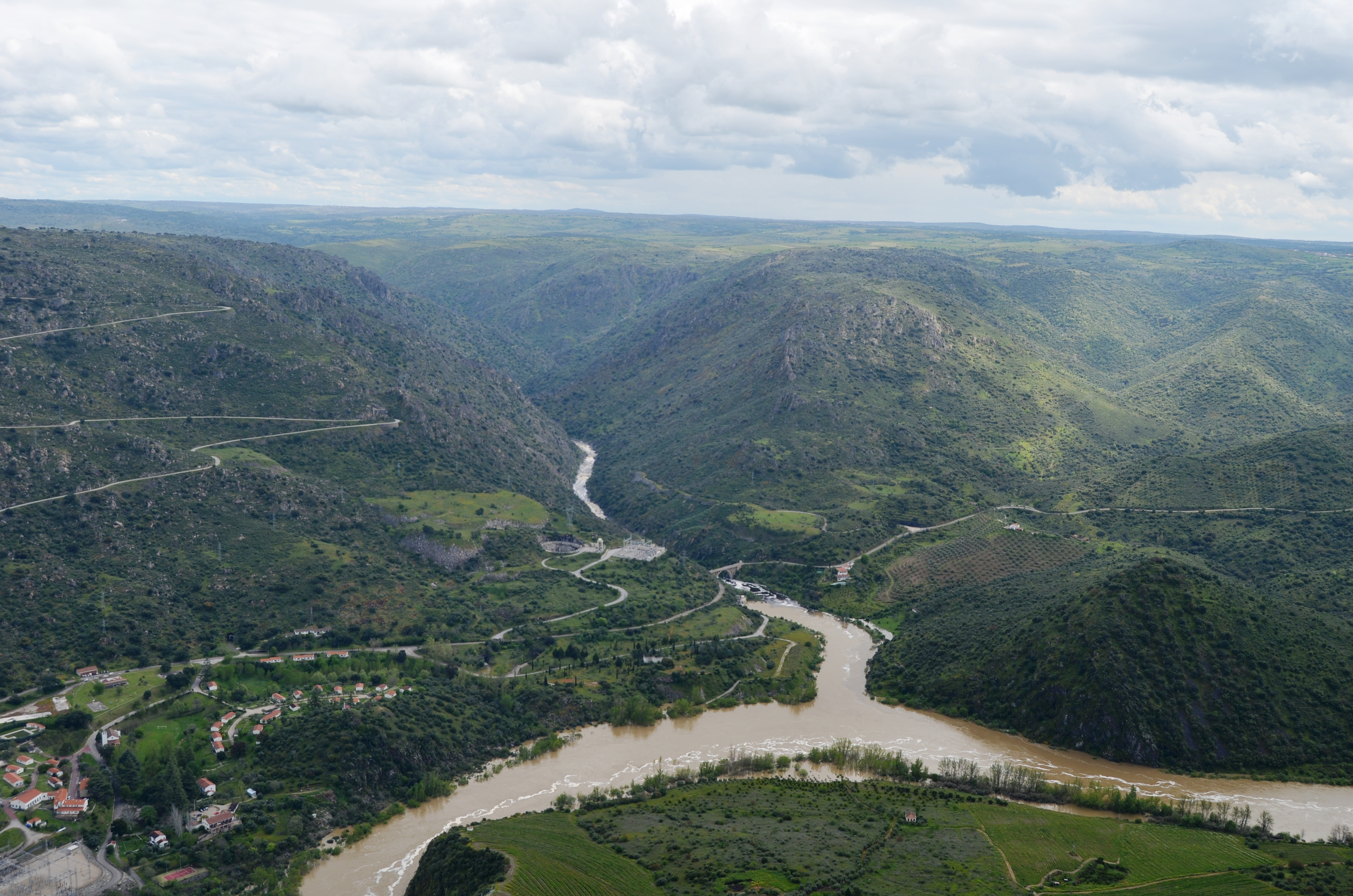
Cachón del Camaces